# Nguyễn Thị Kim Ngân
Nguyễn Thị Kim Ngân (sinh ngày 12 tháng 4 năm 1954) là nguyên lãnh đạo Đảng, Nhà nước và là nữ chính trị gia người Việt Nam. Bà nguyên là Chủ tịch Quốc hội, nguyên Chủ tịch Ủy ban Thường vụ Quốc hội, nguyên Chủ tịch Hội đồng bầu cử quốc gia. Bà là nữ chính khách đầu tiên trong lịch sử Việt Nam giữ các chức vụ Chủ tịch Quốc hội. Bà còn là đại biểu quốc hội Việt Nam khóa XIV (2016-2021) thuộc đoàn đại biểu quốc hội thành phố Cần Thơ. Bà nguyên là Phó Chủ tịch Quốc hội (2011-2016), nguyên Bộ trưởng Bộ Lao động - Thương binh và Xã hội (2007-2011), nguyên Thứ trưởng thường trực Bộ Thương mại (sau này là Bộ Công Thương), nguyên Bí thư Tỉnh ủy Hải Dương (2002-2006), Thứ trưởng Bộ Tài chính, nguyên Giám đốc Sở Tài chính tỉnh Bến Tre (1991-1998). Trong Đảng, bà nguyên là Ủy viên Bộ Chính trị khóa XI, XII.

## Thân thế
Bà sinh ngày 12 tháng 4 năm 1954, quê quán tại xã Châu Hòa, huyện Giồng Trôm, tỉnh Bến Tre.
Mẹ của bà tên là Nguyễn Thị Sang (mất năm 2006), tên thường gọi là Má Sáu, là cơ sở bí mật của cách mạng tỉnh Bến Tre.
Trước năm 1975, song thân của bà đều hoạt động cho Mặt trận Dân tộc Giải phóng miền Nam Việt Nam. Do cha bà thoát ly hoạt động, bà do mẹ nuôi dưỡng và cho ăn học trong vùng kiểm soát của chính quyền Việt Nam Cộng hòa. Bà hiện cư trú ở Nhà A3, Ngõ 130 Đốc Ngữ, phường Vĩnh Phúc, quận Ba Đình, thành phố Hà Nội.

## Giáo dục
- Cử nhân chuyên ngành Tài chính - Ngân sách nhà nước
- Thạc sĩ Kinh tế
- Cao cấp lí luận chính trị

Năm 1973, bà lên Sài Gòn, theo học Trường Đại học Văn khoa Sài Gòn, tuy nhiên việc học của bà bị gián đoạn khi chính quyền Cộng hòa Miền Nam Việt Nam kiểm soát toàn bộ miền Nam.
Bà cũng theo học tại Trường Đại học Tài chính - Kế toán Thành phố Hồ Chí Minh (nay là Trường Đại học Kinh tế TP. Hồ Chí Minh), đạt đến học vị Thạc sĩ kinh tế chuyên ngành tài chính tín dụng.
Ngày 5 tháng 12 năm 2018, bà tới thăm và được trường Đại học Quốc gia Pukyung, Hàn Quốc trao bằng tiến sĩ danh dự ngành chính trị học.

## Sự nghiệp chính trị

### Địa phương
Tháng 8 năm 1975, bà vào làm nhân viên Văn phòng Ban Kinh tài Khu 8.
Sau khi Việt Nam thống nhất, bà được chuyển sang làm tại Văn phòng Ty Tài chính Bến Tre (sau là Sở Tài chính Bến Tre), bắt đầu sự nghiệp hoạt động trong ngành tài chính. Bà được kết nạp vào Đảng Cộng sản Việt Nam ngày 9 tháng 12 năm 1981 và trở thành Đảng viên chính thức một năm sau đó.
Bà thăng dần từ các bậc Chuyên viên, Phó phòng, Trưởng phòng, Phó giám đốc, quyền Giám đốc và chính thức được bổ nhiệm làm Giám đốc Sở Tài chính Bến Tre vào tháng 10 năm 1991. 

### Làm việc tại Chính phủ

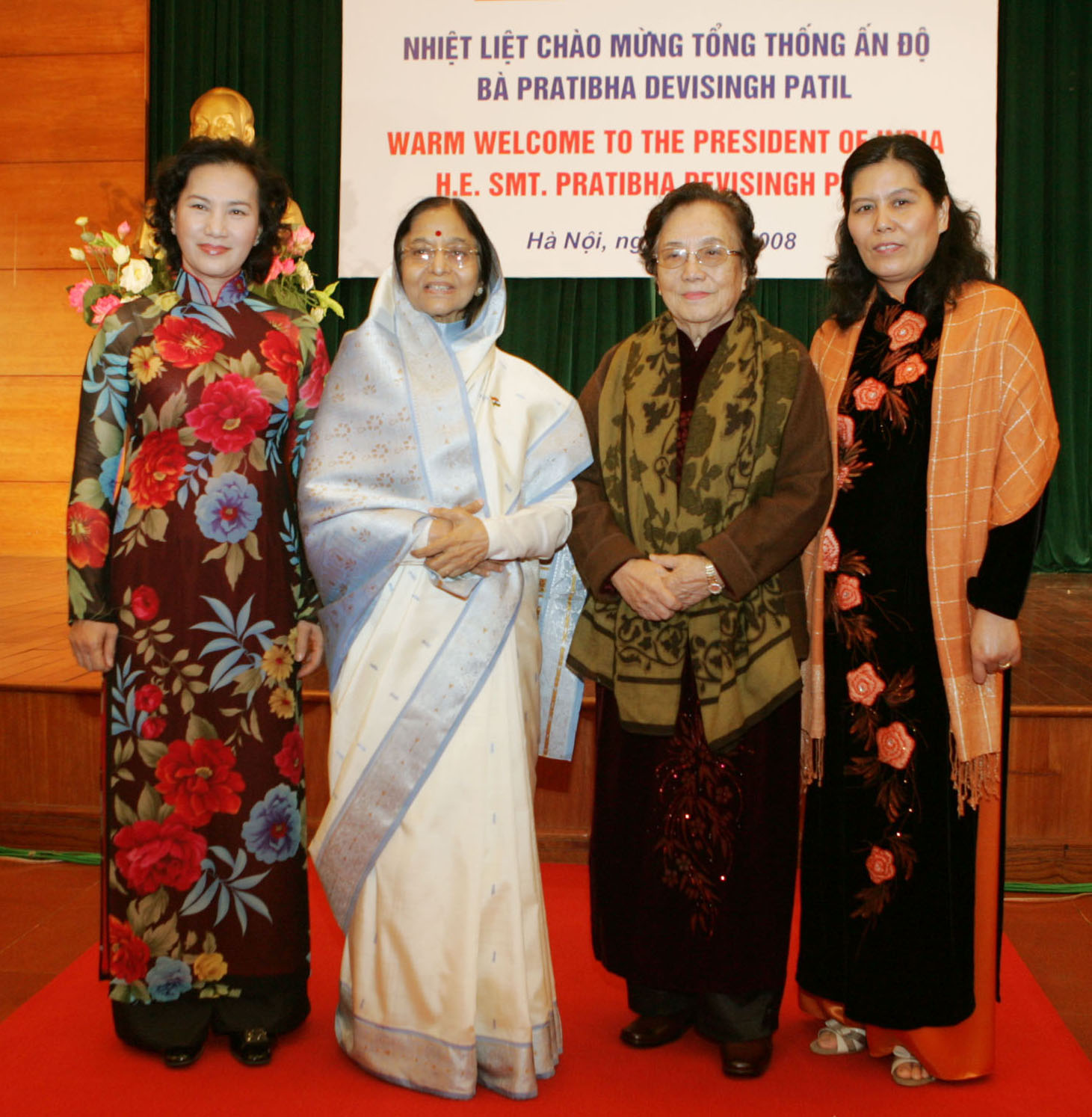
Bộ trưởng Nguyễn Thị Kim Ngân đứng cạnh Tổng thống Ấn Độ Pratibha Devisingh Patil, năm 2008

Đến tháng 4 năm 1995, bà được điều về Trung ương và được bổ nhiệm làm Thứ trưởng Bộ Tài chính. Tháng 2 năm 2006, bà được điều chuyển trở lại làm Thứ trưởng Bộ Tài chính, tuy nhiên chỉ 1 tháng sau lại được điều sang làm Thứ trưởng Thường trực Bộ Thương mại.
Tháng 5 năm 2007, bà được bầu làm Đại biểu Quốc hội khóa XII. Tháng 8 năm 2007, bà được đề cử và được phê chuẩn vào chức vụ Bộ trưởng Bộ Lao động - Thương binh và Xã hội và giữ chức vụ này cho đến tháng 7 năm 2011.
Một trong những sự kiện bà Kim Ngân để lại dấu ấn khi làm tại Bộ Lao động - Thương binh và Xã hội là cuộc giải cứu các lao động Việt Nam tại Libya vào năm 2011. Bà Ngân quyết định thuê máy bay và lập cầu hàng không, một hành động quyết liệt chưa bao giờ có ở Việt Nam để đưa toàn bộ hơn 10 ngàn lao động Việt Nam có nguy cơ mắc kẹt ở cuộc chiến Libya vào đầu năm 2011 về nước an toàn. Tháng 2 năm 2011, đất nước Libya rơi vào tình trạng bất ổn khi hàng nghìn người biểu tình chống lại chính phủ. Cuộc khủng hoảng tại quốc gia Trung Đông này nhanh chóng leo thang, với cảnh hỗn loạn, bạo lực và tiếng súng bao trùm khắp nơi. Hơn 10 nghìn lao động Việt Nam đang làm việc tại đây phải đối mặt với nguy cơ nghiêm trọng đến tính mạng.

Trước tình hình khẩn cấp, Bộ Lao động - Thương binh và Xã hội đã đề xuất với Chính phủ việc thành lập Ban chỉ đạo nhằm giải quyết tình hình công dân Việt Nam tại khu vực Trung Đông và Bắc Phi. Ban chỉ đạo này được dẫn dắt bởi Phó Thủ tướng Phạm Gia Khiêm và Bộ trưởng Bộ Lao động - Thương binh và Xã hội Nguyễn Thị Kim Ngân. Bà Ngân cũng đã chỉ đạo các đơn vị chức năng thuộc Bộ cùng các doanh nghiệp đưa lao động đến làm việc tại Libya phối hợp chặt chẽ với Bộ Ngoại giao để theo sát diễn biến tình hình, đồng thời khuyến cáo người lao động tránh đến các khu vực xảy ra biểu tình hoặc tụ tập đông người. Bên cạnh đó, Bộ còn triển khai thiết lập cầu hàng không - một phương án chưa từng có tiền lệ ở Việt Nam - nhằm đưa những lao động Việt Nam có nguy cơ bị mắc kẹt trong cuộc xung đột tại Libya trở về nước an toàn.

### Phó Chủ tịch Quốc hội

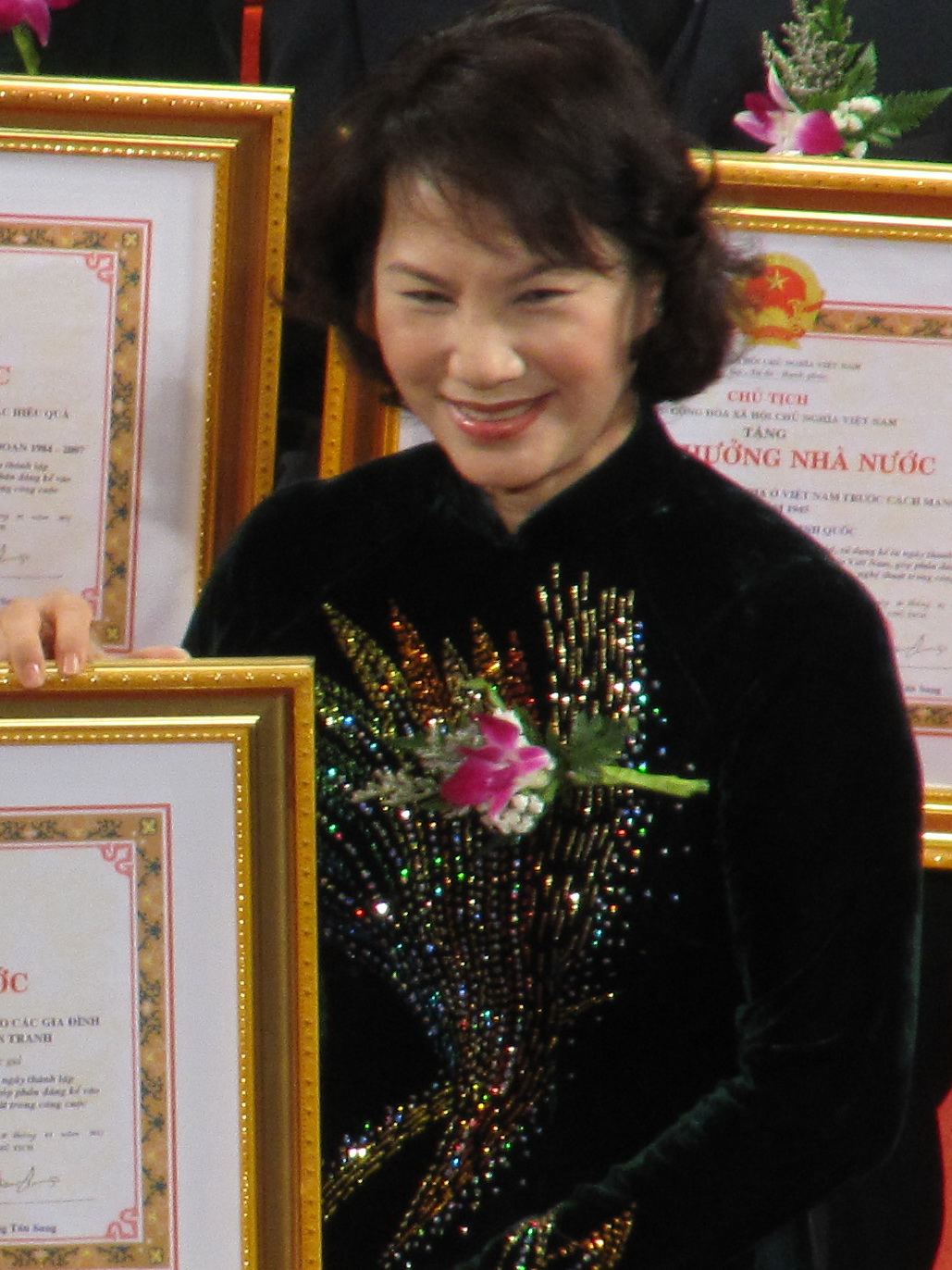
Phó Chủ tịch Quốc hội Nguyễn Thị Kim Ngân năm 2012

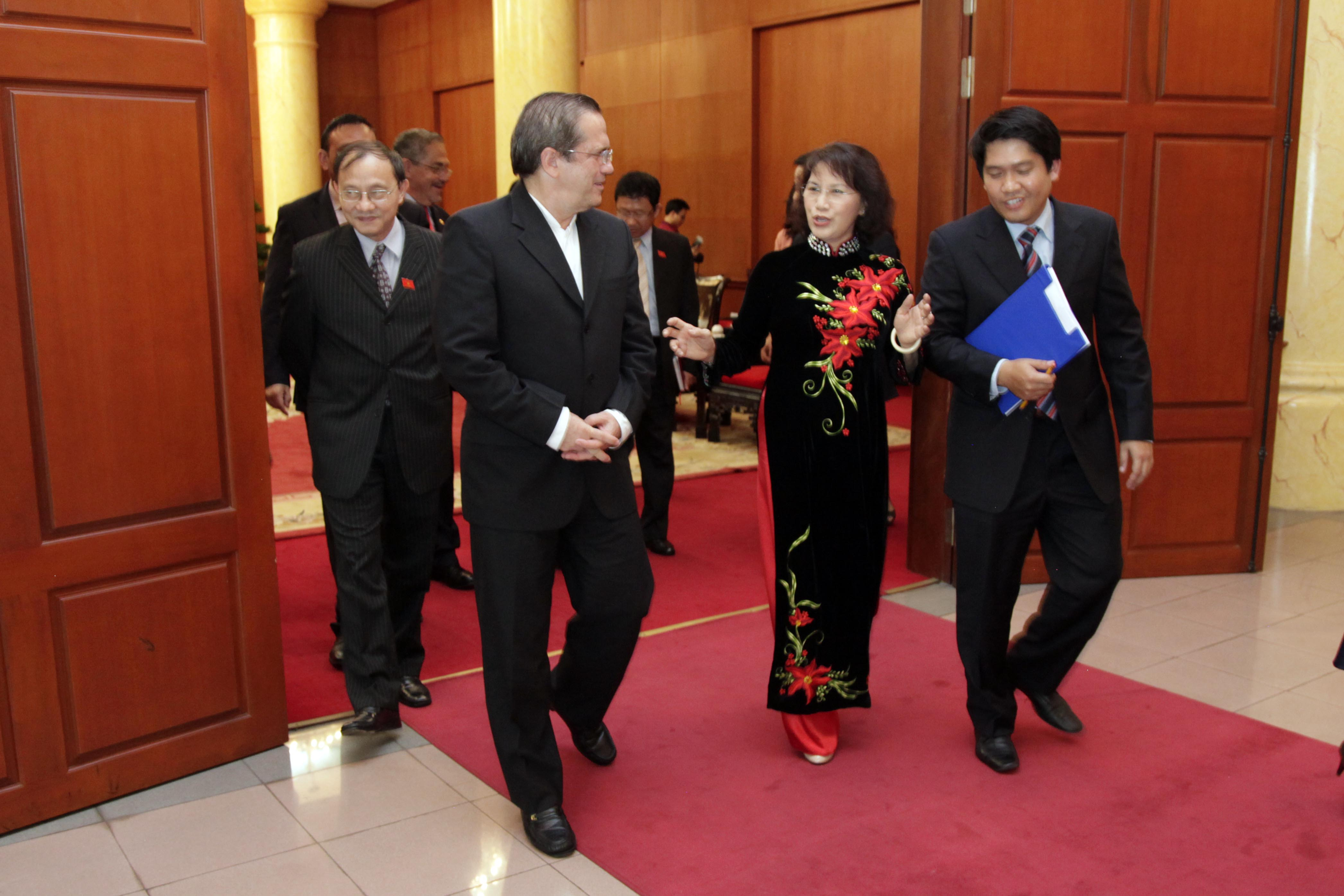
Phó Chủ tịch Quốc hội Nguyễn Thị Kim Ngân gặp Bộ trưởng Ngoại giao Ecuador ông Ricardo Patiño, năm 2013

Tháng 5 năm 2011, bà tái đắc cử vị trí Đại biểu Quốc hội khóa XIII. Ngày 23 tháng 7 năm 2011, bà được Chủ tịch Quốc hội đề cử làm Phó Chủ tịch Quốc hội
Tháng 5 năm 2011, bà tái đắc cử vị trí Đại biểu Quốc hội khóa XIII. Ngày 23 tháng 7 năm 2011, bà được Chủ tịch Quốc hội đề cử làm Phó Chủ tịch Quốc hội.
Ngày 31 tháng 3 năm 2016, tại Kỳ họp thứ 11, Quốc hội khóa XIII, bà được bầu làm Chủ tịch Quốc hội nước Cộng hòa Xã hội Chủ nghĩa Việt Nam và Chủ tịch Hội đồng bầu cử Quốc gia Việt Nam, bà trở thành nữ chính khách Việt Nam đầu tiên giữ các cương vị này, đồng thời cũng là người đầu tiên thực hiện quy định tuyên thệ khi nhậm chức theo quy định của Hiến pháp 2013.

### Trung ương
Tháng 4 năm 2001, bà được bầu làm Ủy viên Ban Chấp hành Trung ương Đảng khóa IX (2001-2006). Đến tháng 9 năm 2002, bà được điều chuyển sang làm Bí thư Tỉnh ủy Hải Dương. Bà Kim Ngân là phụ nữ duy nhất trong cả nước vào thời điểm đó giữ chức Bí thư Tỉnh ủy, và cũng là người phụ nữ duy nhất nắm quyền điều hành cao nhất của tỉnh Hải Dương kể từ trước đến nay.
Tháng 4 năm 2006, bà tái đắc cử Ủy viên Ban Chấp hành Trung ương Đảng khóa X (2006-2011).
Tháng 1 năm 2011, bà một lần nữa tái đắc cử Ủy viên Ban Chấp hành Trung ương Đảng khóa XI, được bầu vào Ban Bí thư Trung ương Đảng.
Tháng 5 năm 2013 tại Hội nghị Trung ương lần thứ 7 khóa XI, bà được bầu bổ sung vào Bộ Chính trị.

#### Đại biểu Quốc hội Việt Nam thành phố Cần Thơ
Ngày 22 tháng 5 năm 2016, bà Nguyễn Thị Kim Ngân trúng cử đại biểu Quốc hội Việt Nam khóa 14 nhiệm kì 2016-2021 tại đơn vị bầu cử số 1 thành phố Cần Thơ gồm quận Ninh Kiều, quận Cái Răng và huyện Phong Điền với tỉ lệ 91,46% phiếu thuận cao nhất thành phố này.
Ngày 4 tháng 5 năm 2018, bà có buổi tiếp xúc cử tri tại xã Mỹ Khánh (huyện Phong Điền) và phường An Bình (quận Ninh Kiều) để lấy ý kiến cử tri trước kỳ họp thứ 5, Quốc hội khóa 14.

## Chủ tịch Quốc hội
Tại Đại hội Đại biểu toàn quốc Đảng Cộng sản Việt Nam lần thứ XII, bà tiếp tục được bầu lại vào Ban Chấp hành Trung ương Đảng, được Ban Chấp hành Trung ương bầu vào Bộ Chính trị. Tại kỳ đại hội này, bà cũng được đề cử vào vị trí Chủ tịch Quốc hội.

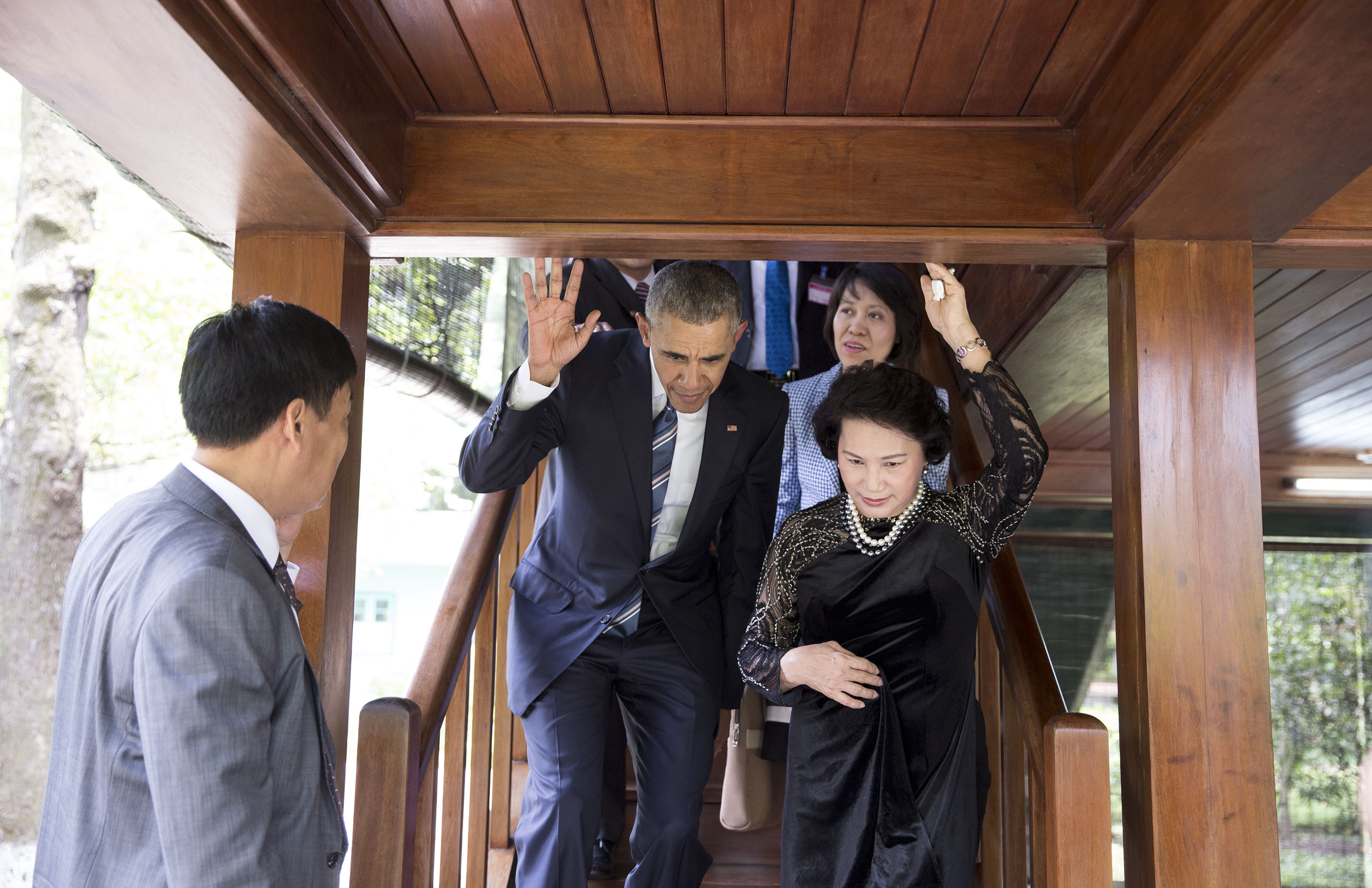
Chủ tịch Quốc hội Nguyễn Thị Kim Ngân tiếp Tổng thống Hoa Kỳ Barack Obama tại Hà Nội vào năm 2016

Ngày 31 tháng 3 năm 2016, Phó chủ tịch Quốc hội Nguyễn Thị Kim Ngân tuyên thệ nhậm chức Chủ tịch Quốc hội khóa XIII (2011-2016) thay ông Nguyễn Sinh Hùng.
Sáng ngày 22 tháng 7 năm 2016, bà Nguyễn Thị Kim Ngân được các đại biểu Quốc hội Việt Nam khóa 14 bầu làm Chủ tịch Quốc hội Việt Nam khóa 14 với tỉ lệ 483/489 phiếu thuận (tổng 490 phiếu, 1 phiếu không hợp lệ).

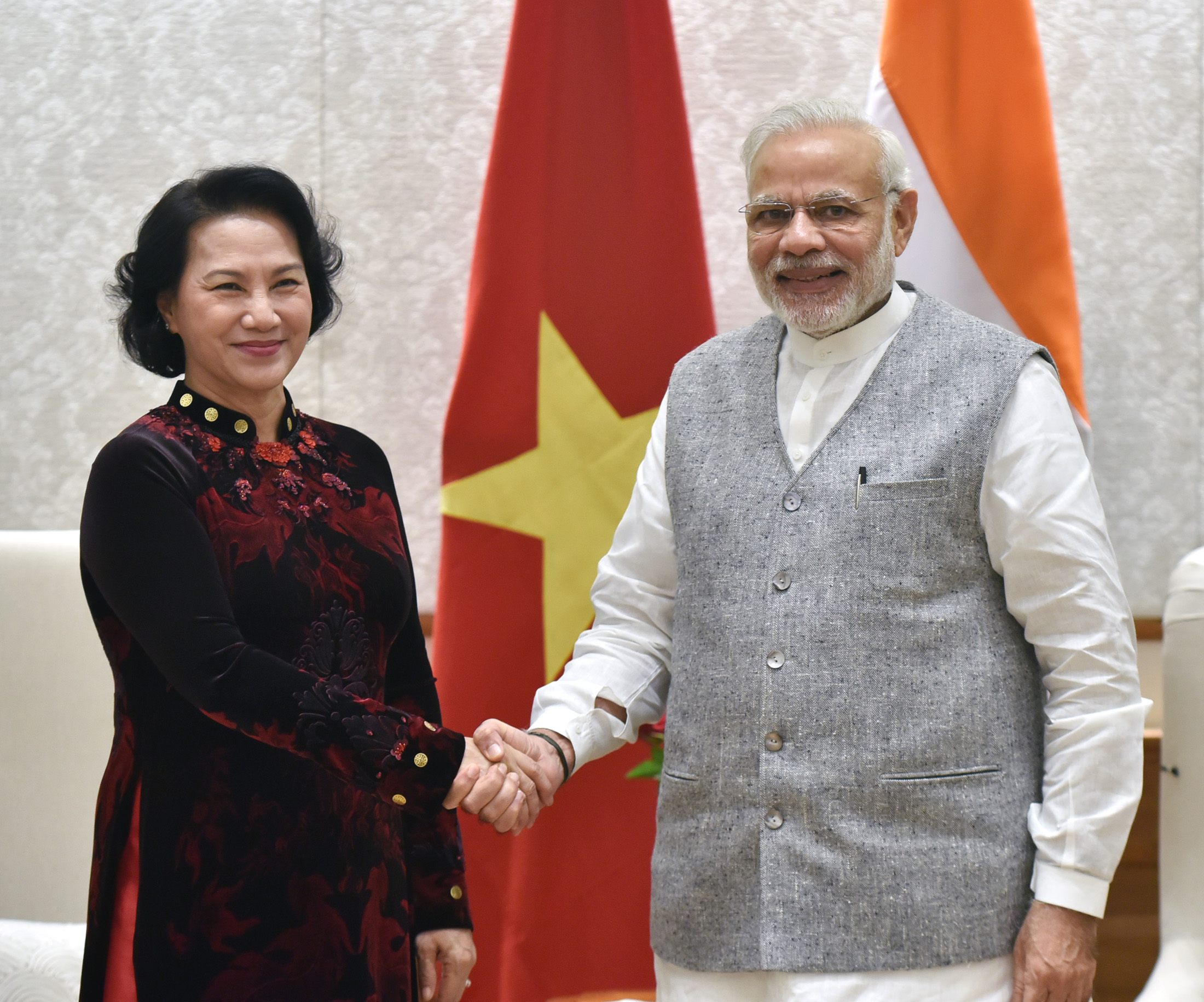
Bà Nguyễn Thị Kim Ngân gặp Thủ tướng Ấn Độ Narendra Modi tại New Delhi

Trong nhiệm kì của bà, Quốc hội Việt Nam có điểm mới về hình thức hoạt động là chuyển từ tham luận sang tranh luận. Bà có một trợ lý là Lê Minh Thông, phó giáo sư, tiến sĩ luật, cựu đại biểu Quốc hội Việt Nam khoá 13.
Dưới thời bà làm Chủ tịch Quốc hội, Quốc hội Việt Nam dự thảo 2 luật quan trọng là Dự thảo Luật Đặc khu Kinh tế và Luật An ninh mạng vào năm 2018. Tuy nhiên, trước làn sóng biểu tình phản đối Luật Đặc khu, ngày 11 tháng 6 bà kêu gọi "người dân bình tĩnh, tin vào quyết định của Nhà nước". Cùng ngày hôm đó Quốc hội đã biểu quyết đồng ý hoãn thông qua dự án Luật Đơn vị hành chính kinh tế đặc biệt Vân Đồn, Bắc Vân Phong và Phú Quốc từ kỳ họp thứ 5 sang kỳ họp thứ 6 với tỉ lệ tán thành đạt 85,63%. Cuối cùng, chỉ có Luật An ninh mạng là được thông qua.
Các đại biểu Quốc hội và cử tri đánh giá cao phong cách điều hành của bà—quyết đoán, mạch lạc, khoa học, linh hoạt nhưng vẫn giữ được sự mềm mại rất “đặc trưng người phụ nữ Việt Nam”. Bà còn nâng cao chất lượng các phiên chất vấn và phiên giải trình tại Quốc hội, giúp đưa ra những giải pháp hữu hiệu cho những vấn đề nổi cộm như sách giáo khoa, ô nhiễm môi trường. Trong nhiệm kỳ của mình, Quốc hội đã thể hiện rõ vai trò là cơ quan quyền lực nhà nước cao nhất, hoàn thành tốt các nhiệm vụ lập pháp, giám sát và đối ngoại dưới sự điều hành của bà. Trong thời gian giữ chức, bà được tạp chí Forbes bình chọn là một trong 20 phụ nữ có ảnh hưởng nhất tại Việt Nam.
Trong năm 2018, vụ việc 9 người bỏ trốn ở Hàn Quốc bằng chuyên cơ chở Chủ tịch Quốc hội trong chuyến thăm của bà Ngân theo lời mời của Chủ tịch Quốc hội Hàn Quốc đã gây chấn động trong nước. Về sau 9 người này được xác định là đội lốt doanh nhân, đi cùng đoàn với bà Ngân để trốn lại Hàn Quốc.

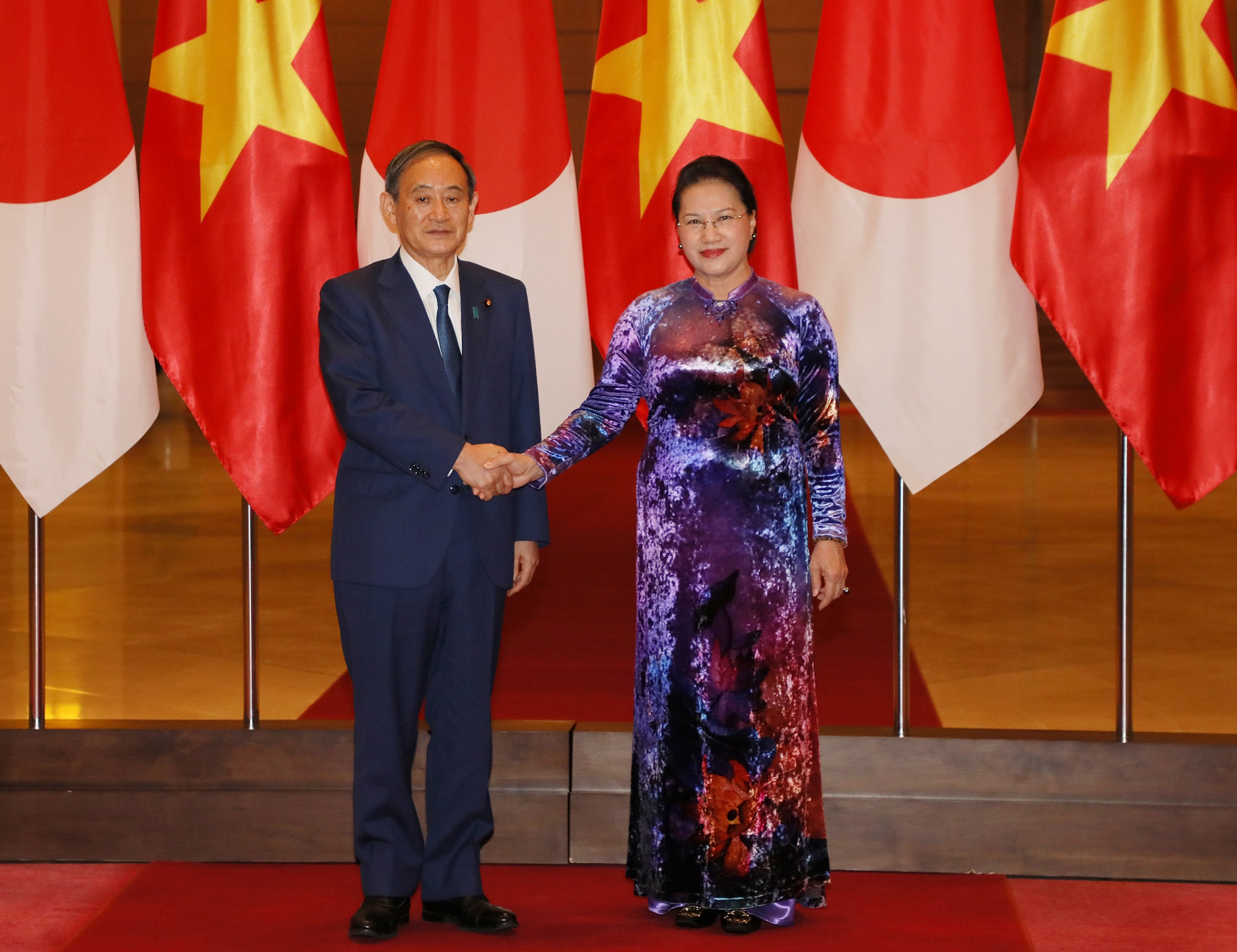
Bà Nguyễn Thị Kim Ngân gặp mặt Thủ tướng Nhật Bản Suga Yoshihide, năm 2020

Sáng ngày 11 tháng 6 năm 2020, tại kì họp thứ 9 Quốc hội Việt Nam khóa 14 đã bỏ phiếu kín bầu bà Nguyễn Thị Kim Ngân giữ chức vụ Chủ tịch Hội đồng Bầu cử Quốc gia (462/462 đại biểu tham gia biểu quyết tán thành).

### Miễn nhiệm
Tại Đại hội Đại biểu toàn quốc lần thứ XIII của Đảng, bà không tái cử Ủy viên Trung ương Đảng khóa XIII. Chiều 15 giờ 50 phút ngày 30 tháng 3 năm 2021, Quốc hội đã phê chuẩn việc miễn nhiệm chức danh Chủ tịch Quốc hội đối với bà bằng hình thức bỏ phiếu kín với 429/449 phiếu tán thành (chiếm 89,38%), sau đó bà được nghỉ hưu theo chế độ. Sang ngày 31 tháng 3 năm 2021, Bí thư Thành ủy Hà Nội ông Vương Đình Huệ được bầu làm Chủ tịch Quốc hội khóa XIV (2016-2021) thay bà Nguyễn Thị Kim Ngân. Bà kết thúc nhiệm kỳ 5 năm với tư cách là Chủ tịch Quốc hội.

## Nghỉ hưu
Sau khi kết thúc nhiệm kỳ Chủ tịch Quốc hội bà nghỉ hưu.
Ngày 22 tháng 11 năm 2021, bà nhận Huy hiệu 40 năm tuổi Đảng.

## Khen thưởng
- Huân chương Hồ Chí Minh (2025)[32]
- Huân chương Lao động hạng Nhất.[33]
- Huân chương Lao động hạng Nhì.
- Huân chương Lao động hạng Ba.
- Huân chương Mặt trời mọc hạng Nhất Đại Thập tự của Nhật Bản (06/11/2023).
- Huân chương Ana Betancourt của Cộng hòa Cuba (27/09/2023).[34]
- Huân chương Đoàn kết của Hội đồng Nhà nước Cộng hòa Cuba (11/04/2018).[35]

## Câu nói
- Đại biểu Quốc hội khuyến cáo áp dụng pháp luật dân sự, tố tụng dân sự để xử lý tài sản của cán bộ không giải trình được nguồn gốc thông qua phán quyết của tòa án (phiên thảo luận về dự thảo luật Phòng chống tham nhũng (sửa đổi) của UB Thường vụ Quốc hội sáng ngày 13 tháng 7 năm 2018). Các lãnh đạo Quốc hội băn khoăn, nếu vậy, "ai phải kiện ai" ra tòa trong trường hợp này:

| “                     | Không lẽ giờ "ông" Thanh tra Chính phủ lại đi kiện "ông" Bộ trưởng này, lãnh đạo kia về tài sản thì nghe không đúng truyền thống văn hoá Việt Nam lắm | ” |
| — Nguyễn Thị Kim Ngân | |   |

- Về Luật Đơn vị hành chính - kinh tế đặc biệt Vân Đồn, Bắc Vân Phong, Phú Quốc sáng ngày 16 tháng 4 năm 2018 của Uỷ ban thường vụ Quốc hội:

| “                     | Bộ Chính trị đã kết luận rồi, dự thảo luật không trái Hiến pháp, phải bàn để ra luật chứ không không thể không ra luật | ” |
| — Nguyễn Thị Kim Ngân | |   |

- Về sự chậm chạp của luật lệ ở Việt Nam từ lúc ban hành cho tới khi có hiệu lực:

| “                     | Ở Việt Nam có một luật rất hay, rất lạ mà thế giới chưa có là Luật Phổ biến giáo dục pháp luật. Có nghĩa, luật ban hành ra rồi vẫn không làm, đến khi ra thêm luật phổ biến giáo dục pháp luật cũng... chưa làm. | ” |
| — Nguyễn Thị Kim Ngân | |   |

- Năm 2011, bà Kim Ngân là Bộ trưởng Lao động-Thương binh và Xã hội, khi bắt đầu chiến dịch giải cứu lao động tại Libya, bà Ngân đã trấn an hàng nghìn gia đình thân nhân lao động. Một tháng sau đó, toàn bộ hơn 10.000 lao động Việt Nam đã được đưa về nước an toàn, thoát khỏi khu vực chiến sự.

| “                     | "Trong cuộc giải cứu này không có chuyện mặc cả tiền bạc, điều kiện với các nước trong khu vực mà mục đích là nhanh chóng đưa người lao động về nước an toàn." | ” |
| — Nguyễn Thị Kim Ngân | |   |

- Phát biểu tại buổi gặp các cơ quan báo chí vào ngày 23 tháng 7 năm 2016, nói về vấn đề dân chủ: "Về nề nếp dân chủ, trong một gia đình, bố mẹ không tôn trọng con cái thì rồi con cái cũng không tôn trọng người khác... Một đất nước thiếu dân chủ thì lòng dân không yên".[cần dẫn nguồn] Blogger Bùi Tín, nguyên phó tổng biên tập của báo Nhân dân, cho đoạn phát biểu này là rất ngang ngược, đầy tính kiểu gia trưởng khi so sánh quan chức nhà nước đối với nhân dân như bố mẹ với con cái, với lý do là "có lẽ Bà Ngân quên rằng trong số 93 triệu dân VN, có hơn 30 triệu người nhiều tuổi hơn cái tuổi 62 của bà." [40] Nói chuyện với báo Công an nhân dân t.s. Phạm Duy Nghĩa cũng chỉ trích những tư duy phong kiến này khi "cho mình là cha mẹ của dân" "coi dân như người chưa trưởng thành, thiếu hiểu biết" [41]

### Video clips
- Video Lễ tuyên thệ nhậm chức của Chủ tịch Quốc hội Nguyễn Thị Kim Ngân năm 2016/7